# Harald Johansson
Harald Elias Johansson, född 7 februari 1880 i Hällefors socken, död 11 januari 1931 i Stockholm, var en svensk geolog och botaniker. Han var bror till Johan Erik Johansson.
Harald Johansson var son till kyrkoherden Per Erik Johansson. Redan som barn började han intressera sig för botaniken skapade byggde upp en omfattande samling av växter från Bjursås socken dit familjen flyttat. Flera av de arter han beskrev var för Dalarna tidigare obeskrivna. 1883 Han erhöll all utbildning i hemmet fram till dess han avlade mogenhetsexamen vid Nya elementarskolan 1894 och blev därefter student först vid Stockholms högskola 1895 och Uppsala universitet 1897, och avlade 1898 en filosofie kandidatexamen. Johansson arbetade 1898-1899 som extra geolog vid Sveriges geologiska undersökning, blev därefter 1899-1901 extra och 1901-1903 ordinarie elev vid Kungliga Tekniska högskolan och erhöll 1903 avgångsexamen som bergsingenjör. Han var assistent vid Kungliga Tekniska högskolans mineralogiska avdelning 1904-1906, blev filosofie licentiat vid Stockholms högskola 1907 och filosofie doktor där 1910. 1910 anställdes Johansson som geolog vid Sveriges geologiska undersökningar och blev 1914 statsgeolog.
Harald Johansson var även musikintresserad och spelade själv flera instrument. Han har även låtit uppteckna ett antal folkvisor och melodier.

## Fotnoter
1. 1 2  Harald E Johansson, Svenskt biografiskt lexikon, Svenskt Biografiskt Lexikon-ID: 12144.[källa från Wikidata]